# Picnic (película de 2000)
Picnic es un telefilme estadounidense de drama y romance de 2000, dirigido por Ivan Passer, escrito por Shelley Evans y basado en la obra de teatro de William Inge, musicalizado por Charles Bernstein, en la fotografía estuvo Ousama Rawi y los protagonistas son Bonnie Bedelia, Josh Brolin y Ben Caswell, entre otros. Este largometraje fue producido por Blue André Productions y Columbia TriStar Television; se estrenó el 16 de abril de 2000.

## Sinopsis
El hijo del hombre más adinerado del pueblo quiere formar matrimonio con la reina de la belleza, pero después ella conoce a un sujeto atractivo que llega en tren.